# Lady (麻倉未稀のアルバム)
『Lady』（レディー）は、1982年6月5日に発売された麻倉未稀の2ndアルバム。発売元はCRYSTAL BIRD/キングレコード。

## 概要
帯コピー：モア・セクシー＆エレガント。LADY未稀がお届けする、スマートでポップなセカンド・アルバム。
2枚目のシングル「黒いパンプス」を含む全10曲が収録されている。A面の5曲は筒美京平が作曲を担当しているが、これは当時の担当ディレクターが筒美に麻倉を紹介し楽曲提供の依頼をしたところ、筒美が快諾したことから実現したもの。麻倉は筒美のオフィスに出向いて直々にレッスンを受けており、筒美は麻倉の声に合うフレーズや音を探し、必要に応じてメロディーの手直しをしながら曲を作っていったという。
B面には麻倉自身が作詞を手掛けた楽曲が多く収録されている。
LPとCDではジャケット写真が異なる。(LPのライナーノーツの写真がCDのジャケットに転用されている)
1985年8月21日に初CD化され、2014年8月27日にはMEG-CDとしても発売された。
2023年2月3日には音楽配信が開始された。

## 収録曲

### LP・CT

#### Side A
1. Guilty（3:46）
作詞: 竜真知子 / 作曲・編曲: 筒美京平
2. Back Mirrorでさよなら（4:37）
作詞: 竜真知子 / 作曲・編曲: 筒美京平
3. Body Talk（4:11）
作詞: 麻倉未稀 / 作曲・編曲: 筒美京平
  - 後に3rdシングル「女嫌い」のB面曲としてシングルカットされた。
4. あなただけ Je t'aime（4:25）
作詞: 竜真知子 / 作曲: 筒美京平 / 編曲: 船山基紀
5. 最上階（4:22）
作詞: 竜真知子 / 作曲: 筒美京平 / 編曲: 船山基紀

#### Side B
1. 黒いパンプス（4:11）
作詞・作曲: いわさきゆうこ / 編曲: 瀬尾一三
  - 2ndシングルA面曲。
2. Summer Time Again（4:03）
作詞: 麻倉未稀 / 作曲: 高瀬政彦 / 編曲: 青木望
3. やさしく誘惑して（3:05）
作詞・作曲: 麻倉未稀 / 編曲: 青木望
4. 七つの海はパラダイス（4:11）
作詞: 宇佐美恵子・麻倉未稀 / 作曲: 高瀬政彦 / 編曲: 松井忠重
5. エンドレス ラブ（5:21）
作詞: 麻倉未稀 / 作曲: 高瀬政彦 / 編曲: 青木望

### CD・音楽配信
1. Guilty
2. Back Mirrorでさよなら
3. Body Talk
4. あなただけ Je t'aime
5. 最上階
6. 黒いパンプス
7. Summer Time Again
8. やさしく誘惑して
9. 七つの海はパラダイス
10. エンドレス ラブ

## 参考資料
- オリコン『ALBUM CHART-BOOK COMPLETE EDITION 1970-2005』オリコン・マーケティング・プロモーション、2006年4月。ISBN 978-4-87131-077-2。